# Ager publicus
L'ager publicus era el territori que pertanyia al poble romà. S'hauria creat ja sota Ròmul que va dividir el territori romà (ager romanus, el territori que pertanyia a l'estat romà) en tres parts: l'ager regius o domini reial; l'ager privatus, lots distribuïts a les famílies patrícies; i l'ager publicus, pastures col·lectives per les famílies romanes.
L'ager publicus es va nodrir dels territoris conquerits sobretot després de les guerres samnites. Quan Roma conqueria un regne confiscava la meitat o el 60% de les terres que passaven a l'ager publicus; hi passaven sempre les mines i les salines, que eren estratègiques per l'estat. El Decemviri Agris Dandis Adsignandis era el col·legi de decemvirs encarregat de repartir i controlar l'ager publicus. Amb les mines i salines l'estat s'assegurava uns ingressos regulars, si bé generalment concedia la gestió a empreses privades a canvi d'una quantitat prefixada. A l'ager publicus es podien crear colònies romanes. La terra doncs estava ocupada però no podia ser posseïda per qualsevol excepte quan l'estat distribuïa lots d'ager publicus a persones que havien fet un servei a la pàtria (com servei militar, als veterans principalment) o per pagar un deute públic; els antics propietaris de les terres en podien continuar l'explotació; els colons tanmateix gaudien de la possessió però no de la propietat, i l'explotaven contra el pagament en natura (vectigalia) o en especies (stipendium o tributum). Amb els temps els posseïdors van voler esdevenir propietaris i van provocar un moviment social que va portar a la reforma dels Gracs, i a la crisi de la república.
Al període imperial, la major part de l'ager publicus d'Itàlia havia estat distribuïda als veterans de generals com Luci Corneli Sila, Gai Juli Cèsar i Gneu Pompeu Magne, por lo que tot el que quedava eren propietats de les ciutats i terres comunes de pastura. A les províncies en canvi els terrenys públics eren immensos i van passar a propietat de l'emperador si bé en realitat tots van romandre sota possessió privada.